# Liste der Küchenfachwörter

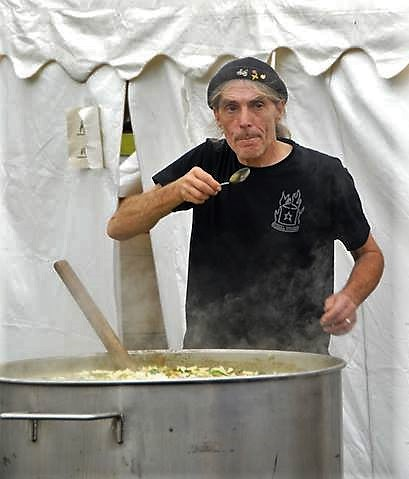
Koch beim Abschmecken

Die Liste der Küchenfachwörter führt zu den wichtigsten gastronomischen Fachbegriffen, soweit sie für die Zubereitung von Lebensmitteln Bedeutung haben.
Zu weiteren einschlägigen Themen siehe Portal:Essen und Trinken, Liste von Küchengeräten

## A
- À point
- À la minute
- Abbinden
- Abbrennen
- Abbrühen, siehe Blanchieren
- Abdrehen
- Abdampfen
- Abflämmen
- Abfrischen
- Abgießen/abseihen
- Ablöschen
- Abpellen, siehe Pellen
- Abrühren
- Abschäumen
- Abschmelzen
- Abschmecken
- Abschrecken
- Abschuppen
- Abschwemmen
- Abstechen
- Absteifen
- Abwällen, siehe Blanchieren
- Abziehen
- Anschwitzen
- Aprikotieren
- Arrosieren
- Aufschlagen
- Aufstoßen lassen
- Aumoniere
- Aufwallen
- Aufwärmen
- Ausbacken
- Ausbeinen
- Ausbrechen, siehe Auslösen
- Ausfüttern
- Auslegen
- Auslösen
- Ausnehmen
- Ausstoßen
- Auswattieren
- Ausweiden

## B
- Backen
- Bähen
- Bain-Marie
- Bardieren
- Bâtonnets
- Beizen
- Beschöpfen
- Bigarrieren
- Binden (Kochen)
- Blanchieren
- Blaukochen
- Blind backen
- Blondieren
- Braten
- Bridieren
- Brühen, siehe Blanchieren
- Brunoise
- Buttern

## C
- Chatrieren
- Chemisieren
- Crapaudine
- Crème Chantilly (Schlagsahne, de)
- Cup (Raummaß)

## D
- Dämpfen
- Deglacieren
- Degorgieren
- Degraissieren
- Dekantieren
- Dekorieren
- Demoulieren
- Desossieren
- Desschechieren
- Dressieren
- Dünsten
- Durchstreichen

## E
- Einkochen
- Einlegen
- Einsalzen
- Einzuckern
- Entbarten
- Entbeinen
- Entfetten
- En papillote
- Entgräten
- Euterspender
- emincieren

## F
- Farcieren
- Ficilieren
- Filetieren
- Flambieren
- Flämmen
- Foncieren
- Fond
- Frappieren
- Fricandeau

## G
- Ganache
- Garen
- Gastronorm-Behälter
- Glacieren
- Glasieren
- Gratinieren
- Grillen

## H
- Haschieren
- Haut goût
- Herd

## J
- Julienne
- Jus

## K
- Kandieren
- Karamellisieren
- Klären
- Klapperstein
- Köcheln, siehe Kochen
- Kochen
- Kuttern

## L
- Legieren, siehe Binden
- Liieren, siehe Abziehen

## M
- Macerieren
- Marinieren
- Mazerieren, siehe Macerieren
- Mehlieren
- Melieren
- Mijotieren
- Mise en place
- Montieren
- Mürben
- Mulde

## N
- Nappieren

## O
- Ofen

## P
- Panieren
- Paprizieren
- Parfümieren
- Parieren
- Passieren
- Pasteurisieren
- Pilieren
- Plattieren
- Pochieren
- Pökeln
- Poelieren
- Portionieren
- Prise
- Pürieren

## R
- Raffeln/Raspeln
- Reduzieren (bzw. Reduktion, siehe unter Fond)
- Refraichieren
- Reiben
- Revenieren
- Rösten
- Rupfen

## S
- Saucieren
- Sautieren
- Schmoren
- Schwadengabe
- Schwips (Zubereitungsart „mit Schwips“ oder „beschwipst“; bei Verwendung von alkoholischen Getränken als Zutat)
- Sekko oder Secko, ein Behälter, siehe Gastronorm-Behälter
- Selchen
- Simmern
- Soufflieren
- Spicken
- Spiegel gießen
- Steifmachen, siehe Blanchieren
- Sterilisieren
- Supplement, 2. Portion der Mahlzeit nachreichen

## T
- Tournieren
- Tranchieren

## U
- Überbacken, siehe Gratinieren
- Überbrühen, siehe Blanchieren
- Überglänzen, siehe Glacieren
- Umstechen
- Untergießen
- Unterheben

## V
- Vanillieren

## W
- Wässern
- Wickeln
- Wirken
- Wolfen
- Wrasen

## Z
- Zermusen, siehe Pürieren
- Ziselieren